# Modo hipodórico

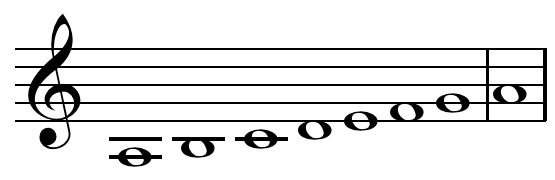
Modo hipodórico en la

Modo hipodórico en música puede hacer referencia a dos conceptos distintos relacionados con escalas debido a confusiones históricas en la transcripción: 
- uno de los harmoniai o tonoi griegos basado en una especie de octava concreta, la octava la'–la.
- uno de los modos eclesiásticos medievales, también llamado modo II, protus plagalis o modo plagal de re.[1]

## Modo hipodórico griego
En la teoría musical de la antigua Grecia es más apropiado emplear los términos harmonia o tonos (en plural harmoniai o tonoi), ya que la palabra «modo» es un término latino posterior. Así pues, el modo o harmonia hipodórico, al igual que el dórico, recibe esta denominación por el antiguo pueblo griego de los dorios. Se trata de un modo plagal griego que se obtiene a partir del modo auténtico. El modo auténtico consta a partir de la nota tónica del modo de dos tetracordos idénticos separados por un tono entero. El modo plagal se construye desplazando una cuarta hacia abajo los tetracordos anteriores y por eso se designa el mismo nombre que el modo auténtico pero con el prefijo hipo que significa «debajo», «bajo de». La teoría musical griega distinguía tres géneros de escalas:
- En el género diatónico la interválica descendente de cada tetracordo es tono–tono–semitono.
- En el género cromático la interválica descendente de cada tetracordo es tercera menor–semitono–semitono.
- En el género enarmónico la interválica descendente de cada tetracordo es tercera mayor–cuarto de tono–cuarto de tono.

En su género diatónico está construido a partir de un tetracordo que consta de un semitono seguido de dos  tonos enteros en sentido ascendente. La escala ascendente hasta la octava es un solo tono seguido por dos tetracordos conjuntos de este tipo. Como la especie de octava diatónica desde la a la, dividida por la nota mi y está formado por un tetracordo de tono–semitono–tono, finalizando en mi, más un pentacordo de tono–semitono–tono–tono continuando desde mi. Esto es aproximadamente lo mismo que tocar todas las teclas blancas de un piano desde la hasta la: la | si–do–re–mi | (mi) fa–sol–la.

## Modo hipodórico medieval
Durante la Edad Media se llevó a cabo una reorganización del sistema modal, de tal manera que los modos pasaron a ser ascendentes. Se les llama también modos eclesiásticos o gregorianos por ser utilizados en el canto llano litúrgico. Estos modos medievales son una copia de los ocho tonos bizantinos y tomaron sus denominaciones de los modos griegos. La iglesia bizantina desarrolló en sus orígenes un sistema de ocho modos musicales (el oktōēchos), que sirvió como modelo para que los teóricos del canto llano medieval europeo desarrollaran su propio sistema de clasificación modal a partir del siglo IX. El éxito de la síntesis occidental de este sistema con elementos del cuarto libro de la serie De institutione musica de Boecio, creó la falsa impresión de que el oktōēchos bizantino era herencia directa de la antigua Grecia.
El término fue usado originalmente para designar a una de las harmoniai tradicionales de la teoría musical griega y tenía varios significados, entre los que se incluía el sentido de una octava formada por ocho sonidos. Este nombre fue tomado por el teórico Ptolomeo del siglo II junto con otros seis para designar sus siete tonoi o tonalidades de transposición. Cuatro siglos más tarde, Boecio interpretó a Ptolomeo en latín, aún con el sentido de tonalidades de transposición en lugar de escalas. Cuando la teoría del canto llano estaba siendo formulada por primera vez en el siglo IX, estos siete nombres más un octavo, hipermixolidio (más tarde sustituido por hipomixolidio), fueron nuevamente reasignados en el tratado anónimo Alia Musica. Uno de los comentarios sobre ese tratado denominado Nova expositio, les dio por primera vez el sentido de especies de octavas diatónicas, o escalas.

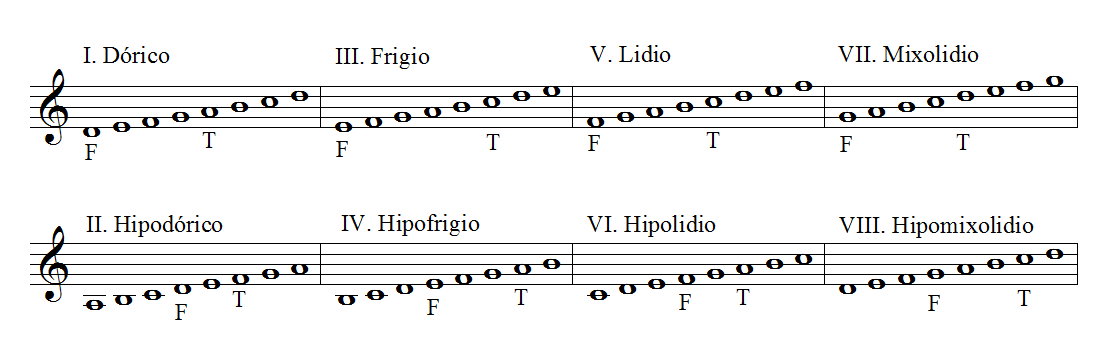
Los ocho modos medievales, la letra «F» indica la finalis y la «T» el tenor.

La denominación «hipodórico» llegó a ser aplicada a uno de los ocho modos de música eclesiástica medieval: el segundo modo, que además del nombre griego también era conocido como modo II, protus plagalis o modo plagal de re. Este modo es el plagal derivado del modo primero auténtico que se denominaba modo dórico. Como un modo cuya final era re y cuyo ambitus era de sol a si bemol (es decir, con si natural por debajo de la final y si bemol por encima de la misma). Además, la nota fa es el tenor o tono de recitación del segundo tono de salmo, que era considerado un importante centro secundario. Aunque esta escala se empleó en la teoría musical medieval como en dórico e hipodórico, desde mediados del siglo XVI y en la teoría musical moderna llegaron a ser conocidos como los modos eólico e hipoeólico.